# 联合国日

聯合國旗幟

联合国日，于1948年由联合国大会宣布设立，以纪念于联合国宪章生效三周年。联合国日定为每年10月24日。联合国日的设立是意图让人们记住联合国的目标和成就。联合国日是10月20日至10月26日的“联合国周”的一部分。
联合国日的纪念活动通常以集会、论坛和展览纪念联合国的目标及功绩的方式在全球范围内进行。1971年联合国大会建议各成员国将该日定为公共节日。
由于科索沃是由联合国（联合国科索沃临时行政当局特派团）托管，所以该日在科索沃地区是公共假日休息一天。